# Tatjana Hummel
Tatjana Hummel (* 5. Juli 1990 in Ulm) ist eine deutsche Fußballspielerin.

## Karriere
Die Stürmerin begann beim VfL Munderkingen, stieg mit diesem am Ende der Saison 2007/08 in die Oberliga Baden-Württemberg auf und wechselte ein Jahr später zum SC Freiburg in die 1. Bundesliga. Dort debütierte sie am 20. September 2009 gegen den FF USV Jena, wo sie in den Reihen des SC Freiburg in der Startelf stand und in der 46. Spielminute durch Romina Kuffner ersetzt wurde (Endstand 0:1). Zur Saison 2011/12 wechselte sie in die zweite Mannschaft Freiburgs, kam jedoch in der Spätphase der Saison zu vier weiteren Einsätzen in der Bundesligamannschaft. Nach zwei Jahren in Freiburgs zweiter Mannschaft wechselte sie zum FC Freiburg-St. Georgen.

## Persönliches
Hummel studiert an der Pädagogischen Hochschule in Freiburg Grundschullehramt. Ihre ältere Schwester Larissa spielte ebenfalls für den SC Freiburg in der Bundesliga.